# Deutsche Meisterschaften im Inline-Speedskating 2013
Die Bahnwettkämpfe wurden in Homburg, die Teamwettbewerbe in Hattingen, der Halbmarathon in Leipzig, der Marathon in Jüterbog und der Doppel-Marathon auf dem Lausitz-Ring ausgetragen.

## Frauen
| Distanz                | Gold                                                                                     | Silber                                                            | Bronze                                                                               |
| Bahn                   | Bahn                                                                                     | Bahn                                                              | Bahn                                                                                 |
| ---------------------- | ---------------------------------------------------------------------------------------- | ----------------------------------------------------------------- | ------------------------------------------------------------------------------------ |
| 300 m Einzelsprint     | Laethisia Schimek SV Blau-Gelb Groß-Gerau                                                | Jana Gegner SCC Skating Berlin                                    | Sabine Berg RSV Blau-Weiß Gera                                                       |
| 500 m Sprint           | Katharina Rumpus SSF Heilbronn                                                           | Sabine Berg RSV Blau-Weiß Gera                                    | Mareike Thum ERSG Darmstadt                                                          |
| 1000 m Massenstart     | Jana Gegner SCC Skating Berlin                                                           | Mareike Thum ERSG Darmstadt                                       | Katharina Rumpus SSF Heilbronn                                                       |
| 5000 m Punkte          | Mareike Thum ERSG Darmstadt                                                              | Tina Strüver SV Turbine Halle                                     | Sabine Berg RSV Blau-Weiß Gera                                                       |
| 5000 m Punkte-Auss.    | Mareike Thum ERSG Darmstadt                                                              | Sabine Berg RSV Blau-Weiß Gera                                    | Tina Strüver SV Turbine Halle                                                        |
| Langstrecke            |                                                                                          |                                                                   |                                                                                      |
| Halbmarathon           | Katja Ulbrich Bayreuther TS                                                              | Tina Strüver SV Turbine Halle                                     | Claudia Maria Henneken SSC Köln                                                      |
| Marathon               | Katja Ulbrich Bayreuther TS                                                              | Tina Strüver SV Turbine Halle                                     | Claudia Maria Henneken SSC Köln                                                      |
| 84 km                  | Tina Strüver SV Turbine Halle                                                            | Sabrina Rossow TSSC Erfurt                                        | Irene Raab DAV Neu-Ulm                                                               |
| 1400 m Teamverfolgung  | Thüringen Anne-Sophie Günther Josie Hofmann Sabrina Rossow                               | NRW 1 Claudia Maria Henneken Karolina Kierzkowski Verena Papenfuß | NRW 2 Lena Haucke Silke Röhr Yvonne Wankerl                                          |
| 10000 m Teamzeitfahren | NRW 1 Claudia Maria Henneken Verena Papenfuß Karolina Kierzkowski Silke Röhr Lena Haucke | ThüringenJosie Hofmann Laura-Doreen Eichler Sabrina Rossow        | NRW 2 Linda Hönigl Carolin Hildebrandt Janine Vetter Yvonne Wankerl Katharina Zeuner |

## Männer
| Distanz                | Gold                                                                                             | Silber                                                                                           | Bronze                                                                          |
| Bahn                   | Bahn                                                                                             | Bahn                                                                                             | Bahn                                                                            |
| ---------------------- | ------------------------------------------------------------------------------------------------ | ------------------------------------------------------------------------------------------------ | ------------------------------------------------------------------------------- |
| 300 m Einzelsprint     | Etienne Ramali SV Blau-Gelb Groß-Gerau                                                           | Tobias Hecht RSV Blau-Weiß Gera                                                                  | Toni Deubner SC DHfK Leipzig                                                    |
| 500 m Sprint           | Etienne Ramali SV Blau-Gelb Groß-Gerau                                                           | Toni Deubner SC DHfK Leipzig                                                                     | Jann-Luca Zinser ERSG Darmstadt                                                 |
| 1000 m Massenstart     | Felix Rijhnen ERSG Darmstadt                                                                     | Etienne Ramali SV Blau-Gelb Groß-Gerau                                                           | Toni Deubner SC DHfK Leipzig                                                    |
| 10000 m Punkte         | Felix Rijhnen ERSG Darmstadt                                                                     | Victor Wilking SCC Skating Berlin                                                                | Jann-Luca Zinser ERSG Darmstadt                                                 |
| 10000 m Punkte-Auss.   | Felix Rijhnen ERSG Darmstadt                                                                     | Victor Wilking SCC Skating Berlin                                                                | Etienne Ramali SV Blau-Gelb Groß-Gerau                                          |
| Langstrecke            |                                                                                                  |                                                                                                  |                                                                                 |
| Halbmarathon           | Pascal Ramali SV Blau-Gelb Groß-Gerau                                                            | Patrick Täubrecht SC DHfK Leipzig                                                                | Michael Puderbach TuWi Adenau                                                   |
| Marathon               | Stefan Rumpus SSF Heilbronn                                                                      | Pascal Ramali SV Blau-Gelb Groß-Gerau                                                            | Tobias Hecht RSV Blau-Weiß Gera                                                 |
| 84 km                  | Pascal Ramali SV Blau-Gelb Groß-Gerau                                                            | Toni Deubner SC DHfK Leipzig                                                                     | Sören Harder SCC XSpeed Team Berlin                                             |
| 1400 m Teamverfolgung  | Hessen Michael Emele Philipp Forstner Thimo Kießlich                                             | Thüringen Florian Drexler Felix Facklam Tobias Hecht Nicolas Leicher Maximilian Odia Marcel Prey | Sachsen Alexander Schuster Cornelius Rossbach Patrick Täubrecht Hendryk Winkler |
| 10000 m Teamzeitfahren | Thüringen Florian Drexler Felix Facklam Tobias Hecht Nicolas Leicher Maximilian Odia Marcel Prey | Hessen Michael Emele Philipp Forstner Thimo Kießlich                                             | Sachsen Alexander Schuster Cornelius Rossbach Patrick Täubrecht Hendryk Winkler |